# Flora Amézola
Flora Amézola (n. 1874-f. 13 de agosto de 1961) fue una educadora argentina, considerada «la primera kindergartenista del país».

## Biografía
Flora Amézola nació en la ciudad de Buenos Aires en 1874. Decidida tempranamente por la carrera docente, ingresó a la escuela normal de la ciudad de Buenos Aires, siendo alumna de Sara Eccleston, quizá la más famosa de las maestras estadounidenses traídas a la Argentina por el presidente Domingo Faustino Sarmiento.
Tras egresar de ese instituto, Amézola se desempeñó con eficacia en varios establecimientos educativos de la ciudad. 
En 1897 el ministro Antonio Bermejo creó la Escuela Normal de Kindergarten en la ciudad de Buenos Aires y puso al frente del establecimiento a Sara Eccleston, quien tenía amplia experiencia en la materia.
En 1899 Eccleston fundó la Sociedad Internacional de Kindergarten con sede en la calle Viamonte N° 1583 de la ciudad de Buenos Aires, actuando ella misma como presidente y Flora Amézola como secretaria de la organización.
El 25 de septiembre de 1900 la Sociedad internacional de Kindergarten se incorporó al Consejo Internacional de Mujeres (International Council of Women) y Amézola fue una de las firmantes del acta de fundación del Consejo de Mujeres de la República Argentina.
Al jubilarse su mentora en 1903 Flora Amézola fue designada para reemplazarla en la dirección de la Escuela Normal de Kindergarten, atendiendo a la eficacia demostrada en el ejercicio de su oficio así como a su formación y vocación específica para el puesto.
El 22 de noviembre de 1904 el inspector general de Enseñanza Secundaria y Normal Leopoldo Lugones elevó al ministro de Justicia e Instrucción Pública Joaquín Víctor González un informe proponiendo transformar la Escuela Normal de Profesoras de Kindergarten en la «Escuela Normal de Maestras del Sud» para atender a la población trabajadora que daba «un gran concurso de asistencia a la 
Enseñanza Normal, que es para ella un positivo beneficio en el sentido de proporcionar carreras a las niñas pobres» con lo que «la Escuela Normal del Sur ha de ser tarde o temprano un acto de justicia y progreso»
La propuesta fue aceptada y el 24 de abril de 1905 la Escuela de Profesoras de Kindergarten finalizó la mudanza a la que finalmente se denominaría Escuela Normal Nº 3 Bernardino Rivadavia aportando útiles de enseñanza, libros, muebles, cuerpo docente y dirección, ya que Amézola fue puesta al frente de la nueva institución.
En 1906 la Escuela Normal de Maestras estaba ya operando y se designaba formalmente como «Directora y profesora de Pedagogía é Instrucción Moral y Cívica, á la señorita Flora Amézola, con el sueldo mensual de 400 pesos»
Amézola dirigió la Escuela Normal hasta, al menos, el año 1928. Ya retirada, se dedicó a tareas benéficas. En 1950 donó la mayor parte de sus bienes para proveer de libros y materiales educativos a instituciones del país y, fundamentalmente, para financiar la creación de una escuela hogar en Villa Eduardo Madero, partido de La Matanza, provincia de Buenos Aires. A esos efectos, el 2 de enero de 1950 la Congregación Hijas de Nuestra Señora de Luján recibió la donación para construir el Instituto Hermanos Amézola, llamado así en recuerdo de sus hermanos, que se levantaría en la calle Olavarria 611 de esa ciudad.
Falleció el 13 de agosto de 1961 en la ciudad de Buenos Aires a los 87 años de edad. El Jardín de Infantes N° 74 de Charata, provincia de Chaco, lleva su nombre.